# 아미산 (군위)
아미산은 대한민국 대구광역시 군위군 삼국유사면 석산리 남서쪽에 위치한 산이다. 높을 아(峨)와 산이름 미(嵋)를 사용하는 이름의 뜻은 ‘높은 산 위에 또 높은 산이 있다’는 의미라 하며, 군위에서 삼국유사를 저술했던 일연 국사의 시에도 언급이 되고 있다고 한다.
높이 약 737m의 산으로, 2007년부터 2010년까지 군위군이 3년에 걸쳐 아미산에서 장곡자연휴양림을 연결하고, 등산로 정비 사업을 진행한 덕분에 팔공산, 선암산과 더불어 현재까지 많은 등산객들이 찾아오고 있다.

## 시설 및 등산로
기암괴석과 암릉이 멋진 산으로, 마치 설악산 공룡능선의 축소판 같다. 아미산은 크게 다섯 개의 바위봉우리로 이루어졌는데, 그 모양들이 마치 촛대같이 생겨 청송 주왕산의 촛대바위를 연상케 한다.
등산 코스는 크게 3가지로,
들머리에서→ 분기점2 → 분기점3을 찍고 다시 들머리로 돌아가는 초보자 코스,
들머리에서 무시봉(667m) → 아미산(737m) → 병풍림 → 들머리, 정상을 찍고 돌아오는 코스,
들머리 → 무시봉 → 아미산 → 방가산(758m) → 장곡자연휴양림으로 가는 코스가 있다.
2013년 면적 8,390㎡에 달하는 새 주차장을 건설하였다.